# 黒田清定
黒田 清定（くろだ きよさだ）は、江戸時代後期の筑前福岡藩大老。三奈木黒田家の第9代当主。初名は一定（かずさだ）。

## 生涯
安永7年（1778年）、福岡藩士四宮義和の子として生まれる。のち、同藩士伊丹景弘の猶子となる。
寛政7年（1795年）11月、大老（筆頭家老）黒田隆庸の婿養子となる。寛政12年（1800年）9月に隆庸が没し、11月にその家督と知行1万6205余石を相続し大老となる。
享和2年（1802年）、播磨国御着の黒田重隆（黒田孝高祖父）廟所建設の際に、大老として石灯籠を献じた。
文化元年（1804年）9月、ニコライ・レザノフ率いるロシア船が長崎に来航した際に、長崎港に兵を率いて駆けつけ警備に当たった。
文政12年（1829年）、藩主黒田斉清の偏諱を受け、諱を一定から清定と改める。天保7年（1836年）、家老久野外記による藩政改革「御救仕組」の失敗による藩政混乱の収拾に当たる。天保9年（1838年）閏4月、事態の収拾のため江戸に上り、斉清と面談する。
天保11年（1840年）11月6日、死去。享年63。法名は浄観院恭翁紹篤。博多崇福寺正伝庵に葬られる。

## 参考サイト
- 播磨黒田氏「黒田家遺跡発掘と播磨の旧記 5」